# 确旦湖
确旦湖是一个位于中国西藏自治区班戈县的湖泊，面积约为85平方千米。